# Bernd Spiessl

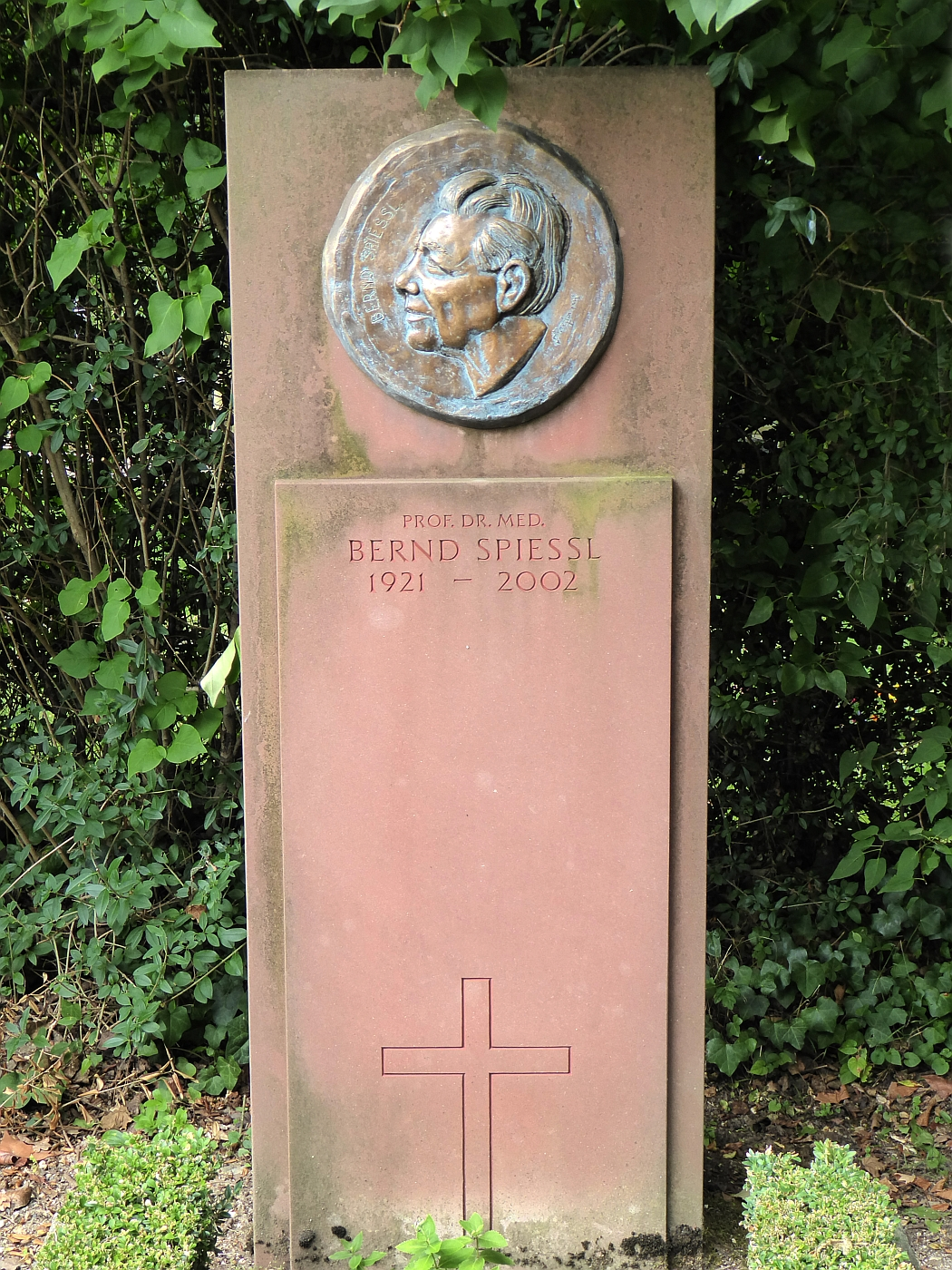
Grabstein auf dem Friedhof Wolfgottesacker, Basel

Bernhard Spiessl (* 7. Juli 1921 in Nittenau; † 20. Dezember 2002 in Wittnau, Schweiz) war ein deutscher Kiefer- und Gesichtschirurg und Hochschullehrer.

## Leben
Spiessl legte 1940 sein Abitur in Regensburg ab und leistete anschließend Militärdienst an der Ostfront. Von 1944 bis 1947 befand er sich in westalliierter Kriegsgefangenschaft.
Anschließend studierte Spiessl Medizin und Zahnmedizin an der Ludwig-Maximilians-Universität München (LMU), wo er 1952 promoviert wurde. 1960 wurde er an der Universität Hamburg promoviert und 1962 habilitiert. Er erhielt 1965 einen Ruf als außerordentlicher Professor auf den neu geschaffenen Lehrstuhl für Kiefer- und Gesichtschirurgie der Universität Basel. 1987 wurde er emeritiert.
Spiessl schuf bedeutende Grundlagen der modernen Medizin, insbesondere im Bereich der Tumorchirurgie im Kopf-Halsbereich. Als einer der ersten propagierte er die Osteosynthese als Behandlungsmethode in der Traumatologie und Defektchirurgie im Gesichtsbereich.